# Iván Kozhedub
Iván Nikítovich Kozhedub (en ucraniano: Іван Микитович Кожедуб; en ruso: Иван Никитович Кожедуб; 8 de junio de 1920 - 8 de agosto de 1991). Fue un aviador soviético que alcanzó el grado de Coronel General en 1970, y fue condecorado tres veces con el título de Héroe de la Unión Soviética.

## Biografía

Emblema de la Organización de Pioneros de la URSS (la leyenda dice "¡Siempre preparados!").

Nació el 8 de junio de 1920 en una aldea del uyezd de Hlújiv de la Gobernación de Chernígov, actualmente en el raión de Shostka, Óblast de Sumy de Ucrania, en una familia campesina, siendo el menor de cinco hermanos.
Iván Kozhedub, en esa época conocido con el diminutivo de “Vanya”, tuvo serias dificultades para poder estudiar, ya que su padre no tenía buena salud, y frecuentemente se venía obligado a trabajar en el campo para poder comer él y su familia. A pesar de ello, tuvo la determinación de seguir estudiando.
En la organización del koljós “Chervoni Partisán” (Partisano rojo, en ucraniano), participó activamente su hermano Aleksandr (Sasha) como miembro del Komsomol, mientras su hermano mayor Yákov estaba en las fuerzas de frontera.
En 1930 se incorpora a los “pioneros”, organización infantil bolchevique, hasta que finaliza el séptimo curso en 1934, convenciendo a sus padres que le permitan irse a la ciudad de Shostka para estudiar en el FZU (ФЗУ - Instituto Tecnológico). A pesar de su interés por la tecnología, así como su habilidad en el dibujo de carteles, no fue admitido por su corta edad ni en la escuela técnica química de Shostka ni en la escuela de arte de Leningrado.

## Estudios

### Escuela de obreros
Como forma de prepararse para entrar en estudios superiores, que era su aspiración, ingresó en la Escuela preparatoria de obreros de Shostka. Inicialmente tuvo dificultades, ya que las clases eran en ruso, mientras que en la escuela rural habían sido en ucraniano. Como trabajo complementario, tuvo la oportunidad de trabajar en la biblioteca de la escuela preparatoria. Finaliza la preparación en 1936, ya con 16 años.

### Escuela de Ingeniería Química
Consigue entrar en la Escuela de Ingeniería Química de Shostka, cuando pierde repentinamente a su madre. Cuando descubren su habilidad para el dibujo, es enviado a la sección mecánica de la escuela, así como incorporándose al Komsomol y colaborando como ilustrador del periódico “El Estudiante Proletario”. En la estancia en la escuela, Iván Kozhedub empezó a aficionarse a los deportes y preparación física, sin descuidar los cada vez más difíciles y exigentes estudios.

## Primeras lecciones de vuelo

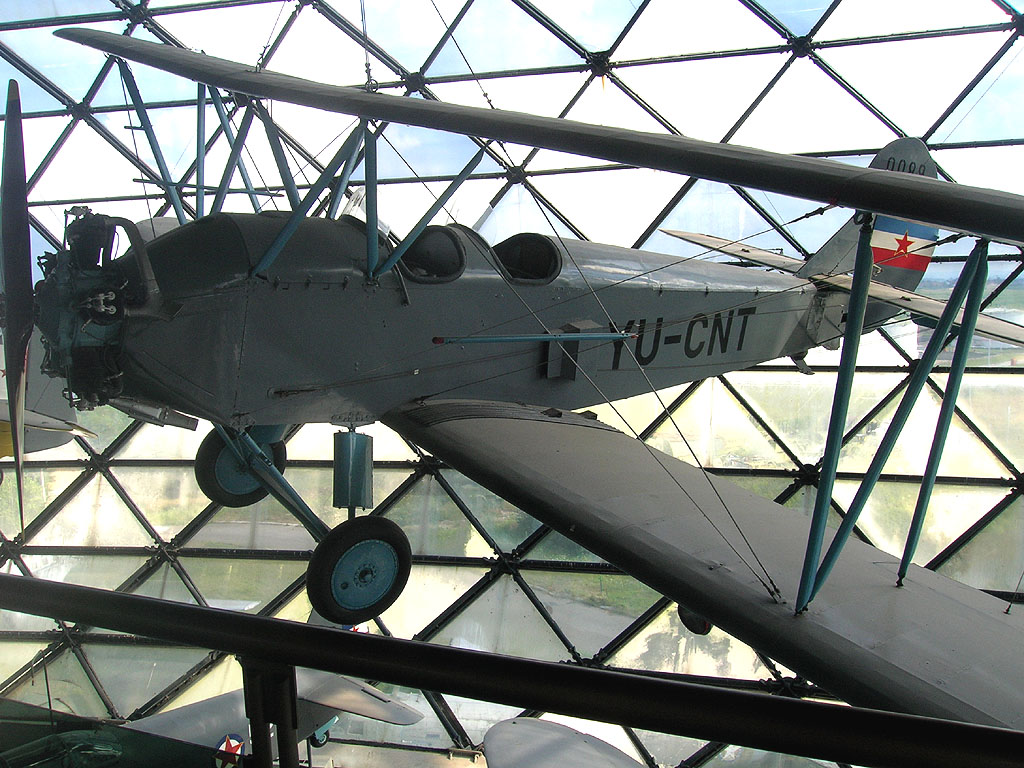
Kozhedub recibió sus primeras lecciones de vuelo en el Polikárpov U-2. Foto de avión del Museo de la Aviación de Belgrado.

En 1938 es admitido en el aeroclub del Osoaviajim de Shostka, compatibilizándolo con sus estudios de demás actividades. Antes de ver un avión, había una intensa preparación teórica y mecánica, así como en paracaidismo. No es hasta abril cuando tomó por primera vez contacto con su avión, un U-2 diseñado por Polikárpov como bombardero ligero y diseñado en 1928 (en 1944, renombrado PO-2), y para junio, habiendo aprobado sus exámenes de mecánica en la Escuela de Ingeniería Química, ya había aprendido a despegar, aterrizar, hacer maniobras básicas e incluso saltar en paracaídas.
Después del verano de 1939, los aires de guerra flotaban en el ambiente, y se acababa de desarrollar la batalla de Jaljin Gol contra Japón. Mientras tanto, Iván Kozhedub seguía estudiando y entrenándose como piloto en el Osoaviajim. Se gradúa como piloto en octubre de ese año.

Las horas del curso fueron 8 horas totales, dentro de las cuales, en solitario fueron diez vuelos en círculo, dos de traslado y dos o tres en pareja.

## Escuela Militar de Aviación de Chugúyev

### Formación como piloto militar

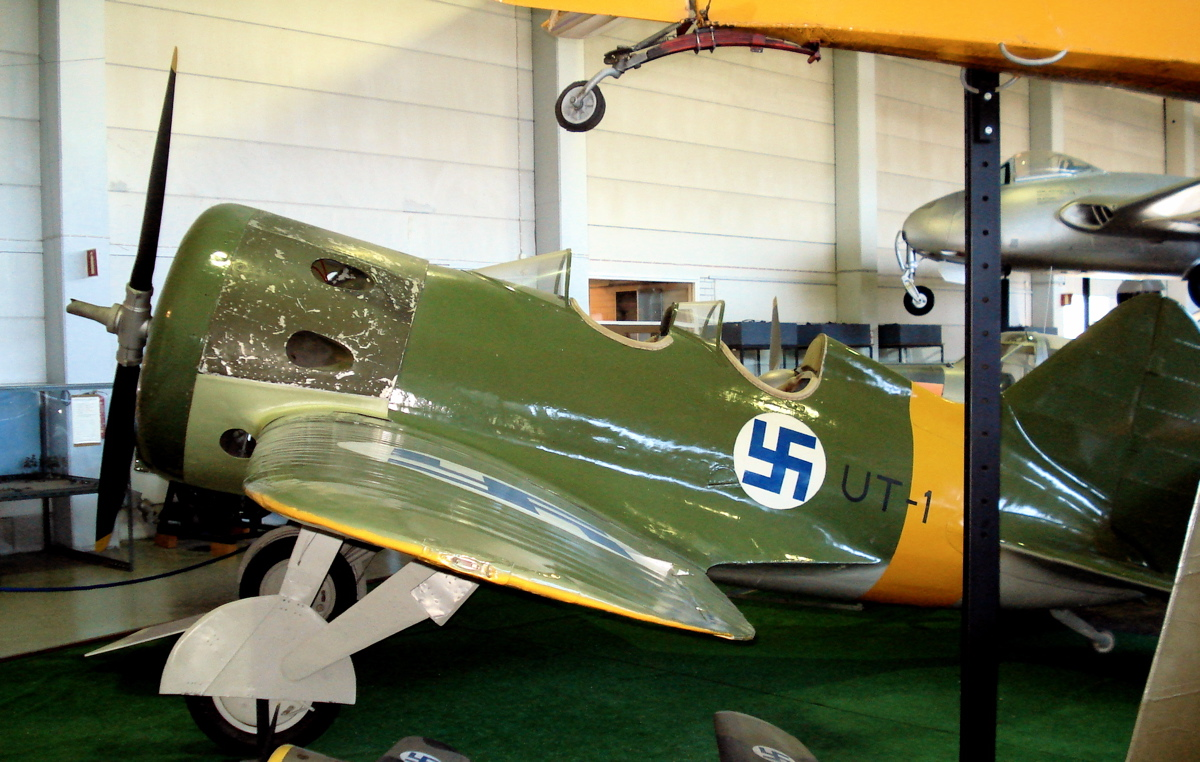
Polikarpov UTI-4, muy parecido al caza I-16. Avión expuesto en el museo de Helsinki con las insignias finlandesas.

En enero de 1940 realizó los últimos exámenes de la Escuela de Ingeniería Química de Shostka, y preparándose para iniciar las prácticas respectivas, fue llamado el 31 de enero como admitido en la Escuela Militar de Aviación de Chugúyev, situada en una colina en la orilla del río Séverski Donéts, a 30 kilómetros de Járkov.
La preparación técnica y teórica es muy fuerte, y tenía como objetivo final el pilotaje de aviones I-15 e I-16, siendo los cadetes destinados a uno u otro. Iván Kozhedub fue destinado a los I-16, diseñados por Polikárpov. Este modelo de avión estaba en servicio activo.
Los primeros vuelos se hacían en el UT-2, que poco se parece al U-2 que conocía. Tenía una baja planta alar, y unos mandos muy sensibles con una respuesta rápida. El 17 de mayo de 1940 recibe la autorización para poder volar en solitario, y al poco tiempo hacía las maniobras básicas e incluso “barriles”.
El siguiente avión fue el UTI-4, la versión biplaza del Polikarpov I-16 utilizado principalmente por la Fuerza Aérea Soviética como preparador de pilotos de caza. Era un avión de manejo complicado. El grado de dificultad era tal, que I. I. Kozhemiako define gráficamente:

Y si sabes pilotar un I-16, sabes pilotar cualquier cosa

Después de completar tres vuelos con el UTI-4, pasó a pilotar un I-16. En otoño de 1940, sin previo aviso, se realiza el examen de piloto, en el que Iván Kozhedub no sólo aprueba, sino que es nombrado instructor de la escuela.

### Instructor de la escuela
En el verano de 1941, se recibe la orden de acelerar la instrucción. El uso continuo de los I-15 e I-16 por parte de Iván Kozhedub lo hace especialmente diestro en su pilotaje.
Con el inicio de la guerra, se recibió la orden de formar un regimiento aéreo con los instructores de la escuela, e ir inmediatamente al frente con todos los I-16. Iván Kozhedub permaneció como instructor, pero con el UT-2 como entrenador básico, y el UT-4 como entrenador “avanzado”. Permanecieron algunos I-16 en la escuela, pero fueron los que no estaban en condiciones de ir al frente, lo que no permitía, por su estado, la realización de algunas maniobras de vuelo básicas, limitando la formación de los pilotos.
Al ser la preparación muy reducida, con el tiempo de vuelo muy limitado, y con aviones UT-2 y I-16 básicamente, la gran experiencia que obtuvo Kozhedub fue la de instructor, en contraposición a los otros graduados en las escuelas de aviación, que eran enviados inmediatamente al frente con una preparación muy básica y pocas horas de vuelo. Con el estallido de la guerra, los vuelos de entrenamiento casi cesaron totalmente por falta de combustible.

### Traslado al Asia central

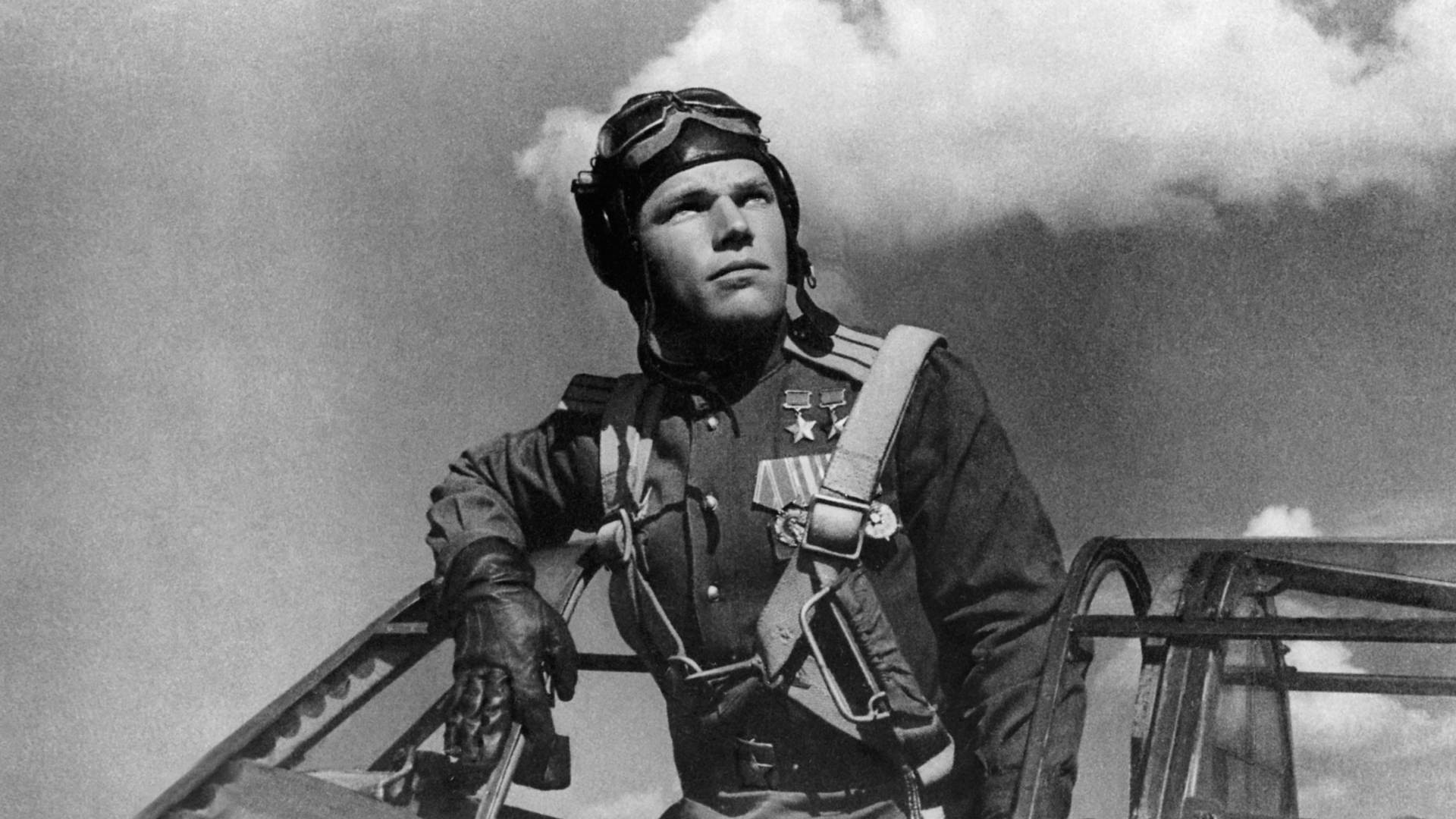
Ivan Kozhedub durante la Gran Guerra Patriótica

El frente se acercó peligrosamente a Járkov, haciendo muy peligrosos los vuelos de entrenamiento, recibiendo la orden de trasladar la escuela a Asia central. Todo el material, incluido los aviones, son transportados a Mankent (Манкент). Primero por tierra en dirección Bakú, cruzando el mar Caspio en barco, tardando 15 días en el viaje. Una vez ensamblados los aviones y establecidos allí, se recibe el 7 de noviembre la noticia que los partisanos han volado el puente y las instalaciones de la escuela de Chugúyev.
Las condiciones del nuevo emplazamiento no eran las mejores. Estaba rodeado de campos de algodón, un sofocante calor, y la pista estaba cubierta de una capa de polvo que se introducía en los motores, causando averías.
La formación recibida después de estallar la guerra, se califica como “muy urgente”, lo que resume las circunstancias. En el periodo de formación no se solían practicar formaciones de vuelo, ni disparos a objetivos fijos o móviles, ni simulaciones de vuelo de combate, ya que el combustible y munición eran indispensables en el frente. El entrenamiento se reducía a manejar básicamente el aparato. El tiempo de formación habitual en este periodo de "urgencia", era de 15 horas en UT-2, 10 horas en el UTI-4, y entre 4 y 5 horas con el I-16. Los pilotos se graduaban como “sargento piloto” y salían destinados a sus unidades directamente.

## Piloto de combate

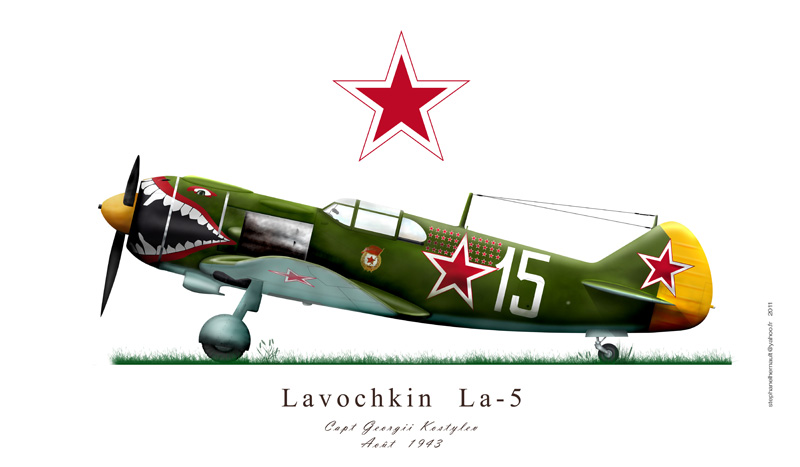
Lavochkin La-5, operado entre 1943 y 1944.

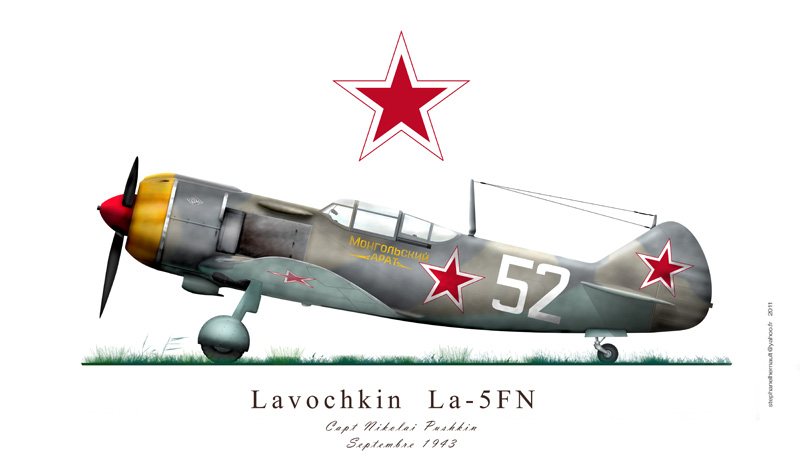
Lavochkin La-5FN, operado hasta agosto de 1944.

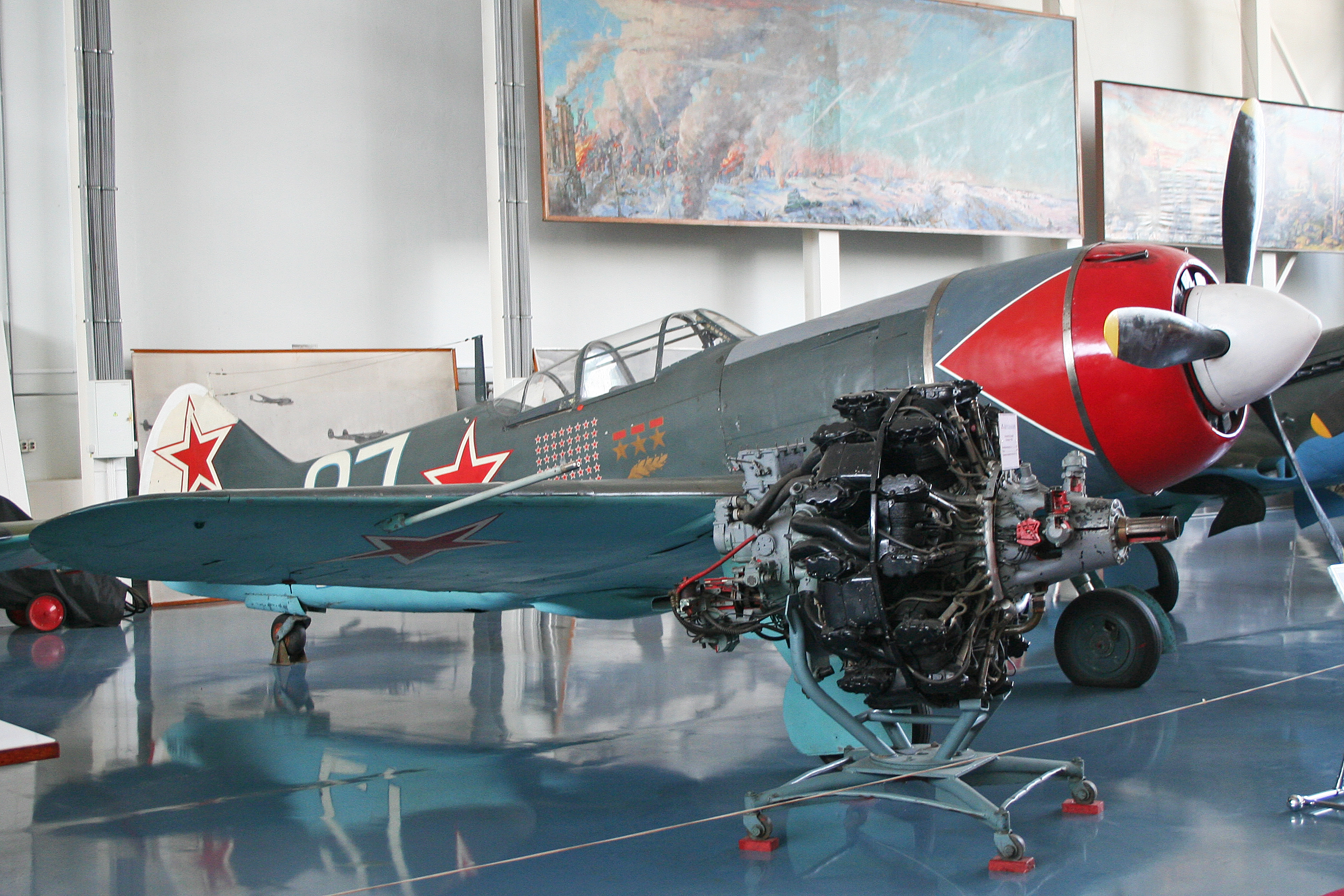
Un La-7 con un motor Shvetsov ASh-82FN.

Su primera misión de combate ocurrió el 26 de marzo de 1943. Operó en el Frente Vorónezh y en julio en el sector Oriol-Bélgorod. Su primer derribo fue un Junkers Ju 87 Stuka, durante la Batalla de Kursk el 6 de julio de 1943. Para el 16 de agosto había obtenido ocho victorias aéreas, siendo ascendido a teniente segundo. Entonces su unidad se movió hacia Járkov. En este momento solía actuar como escolta de los bombarderos bimotores Petlyakov Pe-2. Sirvió como piloto de combate en varias áreas (Frente de la Estepa, 2.º Frente Ucraniano, 1.º Frente Bielorruso) y en diferentes rangos, desde el aviador principal hasta el comandante adjunto de su regimiento aéreo. Reclamó sus victorias 61 y 62 a finales de la guerra, sobre Berlín el 16 de abril de 1945.
Kozhedub fue atribuido con el mayor número de victorias en combate aéreo de cualquier piloto soviético durante la Segunda Guerra Mundial. En agosto de 1944 habiendo recibido el rango de capitán, fue nombrado subcomandante del 176.º Regimiento de Guardias y comenzó a luchar en el nuevo caza Lavochkin La-7. Tenía fama de poseer un don natural para los disparos de desviación, es decir, apuntar por delante de un objetivo en movimiento en el momento del disparo para que el proyectil y el objetivo colisionasen.
En su autobiografía, Kozhedub afirma que en 1945 derribó dos P-51 Mustangs estadounidenses de la Fuerza Aérea de Estados Unidos que lo atacaron al confundirlo con un avión alemán.
Nunca fue derribado durante la Gran Guerra Patria y aunque fue ametrallado en múltiples ocasiones siempre aterrizó en su avión. También abatió al primer caza a reacción operativo del mundo, el Me-262 germano, derribado el 19 de febrero de 1945.
El registro de la Segunda Guerra Mundial de Iván Kozhedub consistió en:
330 misiones de combate, 120 combates aéreos, 62 aviones enemigos derribados, incluido un Me-262 (posiblemente el de Uffz Kurt Lange de 1./KG(J)54).

### Sobre Alemania
Kozhedub fue uno de los dos pilotos de caza soviéticos que recibió tres veces la Estrella de Oro de Héroe de la Unión Soviética, junto con Aleksandr Pokryshkin.
El 19 de febrero de 1945 se convirtió en el único piloto soviético que derribó un Me-262 (éste volaba a 350 metros sobre el Óder). Consiguió 62 victorias confirmadas, el mayor as aliado de la guerra.

## Condecoraciones
- Héroe de la Unión Soviética, tres veces (4 de febrero de 1944,[9] 19 de agosto de 1944 y 18 de agosto de 1945)
- Orden de Lenin, dos veces (4 de febrero de 1944 y 21 de febrero de 1978)
- Orden de la Bandera Roja, siete veces (22 de julio de 1943, 30 de septiembre de 1943, 29 de marzo de 1945, 29 de junio de 1945, 2 de junio de 1951, 22 de febrero de 1958 y 26 de junio de 1970)
- Orden de Alejandro Nevski (31 de julio de 1945)
- Orden de la guerra patria de primera clase (11 de marzo de 1985)
- Orden de la Estrella Roja, dos veces (4 de junio de 1955 y 20 de octubre de 1955) medallas de campaña y jubileo

## Rangos militares
.
- Sargento 5 de febrero de 1941.

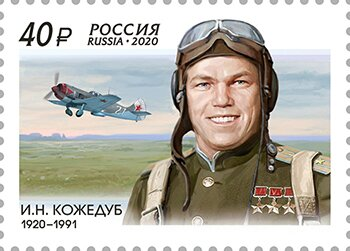
Estampilla postal rusa de 2020 conmemorando el 100.º aniversario del nacimiento de Iván N. Kozhedub

- Sargento mayor 23 de febrero de 1942.
- Subteniente 15 de mayo de 1943.
- Teniente 5 de agosto de 1943.
- Teniente primero 10 de noviembre de 1943.
- Capitán 24 de abril de 1944.
- Mayor 19 de noviembre de 1944.
- Teniente coronel 20 de enero de 1949.
- Coronel 1 de marzo de 1951.
- Mayor general de aviación 3 de agosto de 1953.
- Teniente general de aviación 27 de abril de 1962.
- Coronel general de aviación 29 de abril de 1970.
- Mariscal del aire 7 de mayo de 1985.